# Micropsectra andalusiaca
Micropsectra andalusiaca е насекомо от разред Двукрили (Diptera), семейство Хирономидни (Chironomidae). Съществува ендемично в Испания и няма подвидове.